# Hajime no Ippo
Hajime no Ippo (はじめの一歩, lit. O Primeiro Passo) é um mangá sobre boxe criado pelo autor George Morikawa (森川ジョージ). O mangá foi publicado pela editora Kodansha, na revista semanal Weekly Shōnen Magazine desde 1989 durante 30 anos e alcançou o milésimo capítulo em dezembro de 2012. Até abril de 2025, 143 volumes do mangá foram publicados, o que o torna um dos mangás mais longos do mundo em número de volumes. Junto do lançamento do volume 138, foi anunciado que o mangá tinha mais de 100 milhões de cópias em circulação, tornando-se uma das séries de mangá mais vendidas de todos os tempos. 
A versão em animação foi produzida pelo estúdio Madhouse sob a direção de Satoshi Nishimura. Começou a ser exibida pelo canal Nippon TV Network em 10 de outubro de 2000 até 27 de março de 2002, com um total de 76 episódios, chegando somente até o enredo tratado no volume 30 do mangá. A série também possui um OVA intitulado de  Hajime no Ippo - Mashiba vs. Kimura (はじめの一歩 : 間柴vs木村) e um filme chamado Hajime no Ippo - Champion Road (はじめの一歩 : チャンピオンロード). Em 2009 recebeu sua continuação chamada: Hajime no Ippo: New Challenger (はじめの一歩 NEW CHALLENGER) que teve somente 26 episódios. Em 2013 recebeu uma 3º temporada, intitulada Hajime no Ippo: Rising (はじめの一歩 Rising) com 25 episódios.

## História
Ippo Makunouchi é um garoto de 16 anos bastante tímido, trabalha com sua mãe que possui uma loja que aluga barco para pescaria. Devido ao trabalho, ele nunca possui tempo livre para praticar esportes e fazer amigos. Um certo dia uns garotos de seu colégio o cercam no caminho de casa, e começam a bater em Ippo, até que aparece um famoso boxeador Mamoru Takamura, para salvá-lo. Eis então que Takamura pede para Ippo golpear o saco de areia. Todos ficam impressionados como alguém que nunca treinou boxe consegue ter um soco tão forte (esta é sua principal característica, ter socos bastante fortes).  Ao ver que Ippo tem talento, Takamura decide emprestar alguns vídeos de boxe. Quando Ippo vê estes vídeos, ele deseja ser um boxeador profissional como Takamura com o objetivo de saber "o que é ser forte?". Impressionado com a força de Takamura, Ippo pede para ser treinado e aprender boxe. Depois de perder uma aposta, Takamura o leva para o ginásio Kamogawa Gym, quando começa sua trajetória como pugilista (boxeador).

## Personagens

### Ginásio Kamogawa
- Ippo Makunouchi (幕之内 一歩, Makunōchi Ippo): É um jovem de 16 anos (quando começa a série e atualmente está com 24 anos) que trabalha com sua mãe em uma loja vendendo materiais de pesca e alugando o barco. Nunca tinha tempo para se dedicar a outras atividades, apenas ao trabalho e aos estudos. Um dia, acaba encontrando com uns "colegas" do colégio que começam a judiá-lo. Acabou sendo salvo por um famoso boxeador chamado Takamura; foi então que Ippo começou a conhecer e gostar de boxe. Na categoria de peso pluma, sua carreira no boxe teve início no torneio dos novatos. Ippo é um lutador in-fighting e seus principais golpes são: Gazelle Punch, Liver Blow e Dempsey Roll seu golpe final muitas vezes é um Uppercut (Gancho) de direita.
- Mamoru Takamura (鷹村 守, Takamura Mamoru): É um famoso boxeador no Japão, que pertence a categoria de pesos médios, e é campeão nessa categoria em seu país. Foi o responsável por transformar Ippo em um boxeador. É um lutador muito forte graças a seu talento nato de desferir golpes extremamente poderosos, é muito egocêntrico, pervertido e costuma fazer brincadeiras pesadas com seus amigos. Sente a responsabilidade de servir de exemplo para seus companheiros do ginásio onde treina, e esta é sua razão para lutar com todas as suas forças. Está em busca do título mundial dos pesos médios, com o apelido de "Matador de Ursos". Atualmente Takamura detém os cinturões de campeão mundial dos pesos médios ligeiros da WBC - vencendo Bryan Hawk - , dos pesos médios da WBC - vencendo o ex-campeão David Eagle - e dos pesos médios da WBA - vencendo  Richard Bison .
- Tatsuya Kimura (木村 達也, Kimura Tatsuya): Trabalha em uma loja de flores da sua família. Desde muito tempo é um grande amigo de Aoki, onde os dois juntos formavam uma dupla de encrenqueiros; depois acaba se tornando amigo de Takamura e Ippo. No início, pensava que Ippo não teria aptidão para ser um boxeador profissional, mas logo depois o aceitou como companheiro de ginásio. Kimura usa um estilo de luta ortodoxo com bom jogo de pernas e bastante agilidade, embora seus golpes não sejam muito fortes, essa desvantagem é compensada com sua velocidade sendo o mais veloz do ginásio e como melhor ritmo de pés, treina com Miyata usando apenas metade de sua fora e Miyata usa toda sua força,mostra ser muito bom deixando Mashiba que é considerado um demônio apavora-o depois dessa luta: ele reescreve seu nome em Katakana para mostrar que vai se tornar muito forte de agora em diante,seu golpe principal é o (Dragon Fish Blow) Golpe do Peixe Dragão. Kimura perde a luta para Mashiba no 9° Round.
- Masaru Aoki (青木 勝, Aoki Masaru): Pertencente a categoria peso ligeiro, do "grupo Kamogawa", Aoki é o com menos talento para o boxe. Seus movimentos são únicos e alguns sendo bastante ridículos, como o "Soco Duplo" e o "Pulo do Sapo" - os quais ele mesmo desenvolveu apanha demais em sua lutas, por isso Takamura pega no seu pé mas ganha de vez em quando mas sai muito ferido. Trabalha em um pequeno restaurante, e é sempre muito elogiado por sua comida. Tem um gosto muito peculiar por mulheres, preferindo sempre a "menos bonitas". Assim como Kimura, seu sonho é algum dia poder alcançar Takamura. Mostra ser um lutador que não merece ser desvalorizado pois luta contra o campeão japonês (JBC) dos pesos leves Katsutaka Imae. Antes da luta, Aoki cria um 'golpe' chamado "Desvio do Olhar", em que ele faz uma cara como se estivesse vendo uma coisa assustadora ou incrível e olha lentamente para o lado para induzir o adversário a olhar também e nesse intervalo o golpear. A luta termina em empate.
- Itagaki Manabu (板垣 学, Manabu Itagaki): É o mais novo integrante do ginásio Kamogawa (pertencente à série atual, New Challenger) e é o kouhai (companheiro de treino, no caso, menos experiente) de Makunouchi Ippo que foi quem o "inspirou" a iniciar o prática do boxe. É o campeão do "Rei dos Novatos do Leste e de Todo o Japão", mostrou ser um gênio do outboxe sendo aceito mais uma estrela no grupo Kamogawa.
- Genji Kamogawa (鴨川 源二, Kamogawa Genji): É o dono e treinador do ginásio Kamogawa. Foi o responsável por descobrir o talento de Takamura e levá-lo ao mundo do boxe. Seu principal pupilo acaba sendo Ippo, e foi quem o ensinou o golpe Gazelle Punch.
- Haruhiko Yagi (八木 晴彦, Yagi Haruhiko): É o gerente do ginásio Kamogawa, e instrutor de meio período. Bastante amigável, "Yagi-chan" - como é chamado por todos - é responsável pelos posters das lutas, pelas vendas de bilhetes, ou qualquer outra coisa que envolva as finanças no ginásio.
- Tomoyuki Shinoda (篠田 ---, Shinoda Tomoyuki): É um dos instrutores do ginásio Kamogawa. Treinador especializado em Coordenação respiratória, fôlego e corridas por isso que Kimura é tão bom com os pés.Dos personagens principais ele ajuda a treinar principalmente os personagens secundários como Aoki,Kimura e Itagaki, sendo Tamakura e Ippo as "estrelas" do ginásio, sendo treinados mais vezes com Kamogawa.

### Ginásio Kawahara
- Ichirou Miyata (宮田 一郎, Miyata Ichirō): É o eterno rival de Ippo. Desde a primeira vez que Takamura convidou Ippo para ter sua primeira luta, o treinador o obriga a lutar contra Miyata. Foi considerado um gênio do boxe com apenas 17 anos, pertencente a categoria peso pluma, ele chama a atenção de muitos ginásios e de alguns meios de comunicação. Sua razão para lutar se deve a admiração que tem pelo seu pai, pretendendo conquistar aquilo que seu pai não conseguiu no boxe. Seu estilo de luta é bastante tático, possuindo grande rapidez nos pés, porém tendo como sua principal técnica o Counter, isto é, um poderoso contra-ataque que utiliza a força de seu oponente contra ele mesmo.

### Ginásio Naniwa
- Takeshi Sendou (千堂 武士, Sendō Takeshi): É o campeão dos novatos da zona oeste do Japão, conhecido como "Rocky de Naniwa". Ao ver a luta de de Ippo contra Mashiba, Sendo fica obstinado a lutar contra ele, para saciar seu desejo de lutar contra adversários mais fortes. Seu principal golpe é o Smash, que consiste em um forte Uppercut de 3/4. Bastante famoso em sua cidade, Sendo fora dos rings é uma pessoa bastante extrovertido e querido por todos.
- Hiroyuki Hoshi (星 洋行, Hoshi Hiroyuki): Kouhai de Sendou. Tem um certo rancor contra Itagaki, pois perdeu para ele no passado.

### Ginásio Toho
- Ryou Mashiba (間柴 了, Mashiba Ryō): Boxeador da categoria peso pluma (depois passa para a categoria peso ligeiro). É irmão de Kumi, amiga de Ippo (por quem ele é apaixonado). Seus pais faleceram em um trágico acidente, então Mashiba vê no boxe um meio de vencer na vida e ganhar o respeito dos outros, além de dar uma vida melhor para sua irmã. É um excelente lutador, muito temido por seus oponentes, principalmente por sua altura e aparência (nada amigável). É bastante ágil e tem um golpe extremamente rápido, chamado Flicker Jab, que na realidade são muitos jabs de esquerda, um seguido do outro, que no final resultam em muitos socos rápidos e de longo alcance, dificultando a aproximação do oponente.

### Ginásio Otawa
- Hayami Ryuuichi (速水 龍一, Ryūichi Hayami): Talentoso boxeador da categoria peso pluma e tri-campeão do torneio interescolar. É considerado um "rosto bonito" dentro do torneio do novatos. Sua técnica mais devastadora é o Shotgun, que consiste em muitos golpes rápidos e fortes, que não param até nocautear o oponente. Fora dos rings era muito popular entre as garotas, tendo até um fã clube formado por elas. Mas a carreira de Hayami decaiu com o passar do tempo, chegando a perder 10 lutas seguidas, mas sua determinação não o deixa desistir.
- Alexander Volg Zangief (アレクサンドル・ヴォルグ・ザンギエフ): Vindo da Rússia em busca de dinheiro para ajudar sua mãe que se encontra doente. Possui excelente técnica, e uma força brutal. Conhecido como "O Lobo", está em quarto lugar no ranking dos peso pluma. Luta contra Ippo na final do torneio de classe A. Sua técnica principal é "Caninos Brancos", que consiste em 2 potentes golpes verticais; o primeiro é dado por baixo, e o segundo por cima. Fora dos rings Volg é uma pessoa muito calma e tranquila, e acaba se tornando amigo de Ippo antes de voltar para seu país.Atualmente o campeão mundial dos pesos leve da IBF.
- Imai Kyousuke (今井 京介, Imai Kyōsuke): É um exímio lutador in-fighting, antigo amigo e maior rival de Itagaki. Lutou contra Itagaki duas vezes, a primeira luta foi em Novembro de 1995, Itagaki venceu na decisão por pontos na final do torneio dos novatos. A segunda luta foi em 21 de Março de 1998, na disputa do cinturão de campeão japonês dos pesos-pena (JBC) que era de Ippo Makunouchi e estava vago, Imai venceu por nocaute técnico com 55 segundos do 1° Round.

### Ginásio Nakadai
- Eiji Date (伊達 英二, Date Eiji): É um dos maiores e mais poderosos rivais de Ippo. Com 30 anos, ele é o campeão japonês na categoria peso pluma. Teve um passado conturbado, já que na sua época de glória, teve chance de ganhar o título mundial de sua categoria, mas perdeu sua luta contra o mexicano Ricardo Martínez no 2º round, por isso abandonou o boxe por um tempo e depois decidiu voltar, com o apoio de sua esposa. Seu principal golpe é o Heart Brake Shot, que envolve outro de seus golpes, o Corkscrew Punch, que consiste em um poderoso soco potencializado por um giro de seu braço, visando o coração do oponente.
- Keigo Okita (沖田 佳吾, Okita Keigo): Pertencente a categoria peso pluma, esta na 5ª posição do ranking. Admirador de Eiji Date desde pequeno, começou no mundo do boxe para seguir seus passos, entrando até mesmo mesmo no ginásio de seu "herói". Seu estilo de luta e seus golpes mais fortes são variações dos utilizados por Date.

### Umezawa
- Umezawa ( 梅澤 Umezawa )

Umezawa vivia batendo em Ippo antes dele se tornar boxeador, Umezawa vê sua luta e gosta muito, então ele vira amigo de Ippo, se arrepende profundamente do que fazia com Ippo, muda profundamente corta o cabelo, e começa a trabalhar na Loja de Pescas da mãe de Ippo para ajudar Ippo que pretendia largar o boxe para trabalhar na Loja de Pescas, ele pretende ser um Mangaka ele no momento está fazendo um Mangá de Ippo.
- Kumi Mashiba ( 久美  Kumi Mashiba )

Kumi irmã de Ryo Mashiba,no começo da série odeia boxe mas aprende que boxe pode ser divertido e que boxeadores amam o boxe,trabalhava na Padaria Yamanaka aonde Ippo ia todo dia,quando seu irmão perde ela se demite é vira uma enfermeira é quando ela começa a sair com suas amigas e com Ippo é sua turma.
Mãe Makunouchi (  母  Mãe Makunouchi )
Mãe De Ippo,trabalha em uma loja de Pescas da família é viúva, acaba ficando internada por causa de serviço demais, é Ippo quase larga o boxe mas Umezawa começa a trabalhar na Loja De Pescas.

### Lutador Extra
- Kobashi Kenta (小橋健太, lit. Kobashi kenta) é um personagem Hajime no Ippo que utiliza o "Clinch" em suas lutas. Ele é um aposentado pugilista fora e ex-JBC Júnior Pena campeão. Suas lutas principais da série são contra Makunouchi Ippo e Hayami Ryuuichi. Ele atualmente trabalha como treinador de boxe filiado ao Ohtaki Boxing Gym.  Seu sobrenome é Kobashi. No Japão, sobrenomes são listados antes de nomes próprios. Introduzido pela primeira vez quando os membros do Kamogawa Boxing Gym assistir as fitas de boxe dele em seus jogos, Aoki Masaru e Kimura Tatsuya ambos informar Ippo que Kobashi seria um "passe livre", devido às suas táticas maçante e falta de KO vence no ringue. Mais tarde, Ippo é visto retornando um caderno de anotações que Kobashi caiu em frente ao ginásio e, sem saber que a pessoa que deixou cair o caderno foi Kobashi, ele retornou no amigável de boas maneiras. Ele descobre momentos mais tarde, após Kobashi admite abertamente a espioná-lo e os dois indivíduos normalmente tímidos se tornam pessoas próximas. Kobashi é visto novamente em sua partida contra Ippo. Um jogo ele decide ganhar pontos através de tomada mais uma vez antes de ele, por instinto, lança um poderoso soco direto no Ippo, que por sua vez se dobraram desde o ataque subterrâneo. Kobashi, surpreso com sua própria força, então resolveu terminar o jogo com seus próprios dois punhos, desejando uma vitória KO mais do que nunca, ele é nocauteado por Ippo nos últimos segundos da partida. Kobashi é visto mais tarde na sala de descanso desculpando-se com o seu treinador para perder. Por sua vez, o seu treinador lhe informa que a linha reta que ele caiu foi uma "grande punch", e que Kobashi deve começar tudo de novo. Algum tempo depois Kobashi derrota Hayami Ryuuichi e reivindica a JBC Júnior Pena título, só para acabar renunciando / perdê-lo sem uma única defesa do título [1]. Em seguida, ele se torna um treinador no Ohtaki Boxing Gym.

### Outros Personagens
- Jackal Itō (ジャッカル伊藤) é um boxeador que lutou com Aoki no Torneio Classe-A e venceu por nocaute em setembro de 1992. Mas 5 anos depois, em setembro de 1997, Aoki se vingou e venceu na decisão por pontos.

- Takeshi Ryūzaki (竜崎武士) é um boxeador que lutou com Kimura no Torneio Classe-A. Seu visual é inspirado no ex-pugilista japonês Yoko Gushiken, que foi campeão mundial da WBA na categoria peso mosca-ligeiro. Na primeira luta com Kimura em setembro de 1992 (no mesmo dia da luta de Aoki contra Itō) venceu por K.O. 5 anos depois, em setembro de 1997 dessa vez perdeu para Kimura na decisão por pontos (no mesmo dia da revanche de Aoki contra Itō para completar a vingança dos dois).

- Boy Arate (ou Allade) (ボーイ・アラーデ, Bōi Arāde) é um boxeador das Filipinas que perdeu pra Aoki em 1993. Aparece no episódio 68 da primeira temporada do desenho.

- Paddy Magramo  (パディ・マグラモ, Padi Maguramo) é um boxeador filipino que lutou com Aoki em 20 de Agosto de 1994. Ele aparece no episódio 10 de Hajime no Ippo: New Challenger. Aoki o subestima por ser apenas o décimo colocado no Rank das Filipinas, mas Aoki o venceu apenas na decisão por pontos.

- Padawan Yoda (パダワン・ヨーダ, Padawan yōda) é um boxeador que lutou com Aoki. É obviamente uma referência ao Mestre Yoda de Star Wars, até a aparência do rosto é do mesmo jeito. A luta entre ele e Aoki aconteceu no capítulo 743 do mangá, Aoki venceu por K.O no 9° Round.

- Alex Harker  (アレックス・ハカ) é um personagem não recorrente que lutou com Itagaki (capítulo 743 do mangá). Itagaki venceu no 1° Round. Sua nacionalidade não é mencionada.
- Hiroshi Nishimura (西村浩, Nishimura Hiroshi) é um lutador não-recorrente que lutou com Kimura no Torneio Classe-A em 1992 e perdeu a luta na decisão. Seu rosto não é revelado, aparece no episódio 45 da primeira temporada.
- Shinji Kanzaki  (神崎慎治, Kanzaki Shinji) é um personagem não-recorrente que lutou com Kimura em 1992, Kimura venceu na decisão. Aparece no episódio 35 da primeira temporada.
- Bull Ushida (ブル牛田, Buru Ushida) é um boxeador não-recorrente que lutou com Aoki na sua estréia no Torneio Classe-A em 1992. Aoki venceu no 6° Round. Ushida aparece no episódio 45 da primeira temporada.

## Vídeo Game

### PlayStation 2
- Victorious Boxers - Ippo's Road to Glory (Título Americano) (はじめの一歩, Hajime no Ippo (Título Japonês). Esse jogo tem um easter egg curioso, se o jogador empatar a luta contra Takeshi Ryūzaki (o jogador controla o Kimura), todos os lutadores restantes do jogo são desbloqueados.
- Hajime no Ippo 2: Victorious Road (はじめの一歩2 VICTORIOUS ROAD (Título Japonês), Hajime no Ippo 2: Victorious Road)
- Victorious Boxers 2 - Fighting Spirit (Título Americano) (はじめの一歩 ALL☆STARS, Hajime no Ippo - The Fighting! All Stars (Título Japonês))

### Game Boy Advance
- はじめの一歩 THE FIGHTING! (Hajime no Ippo: The Fighting! (Título Japonês), はじめの一歩 THE FIGHTING!)

### Nintendo Wii
- Victorious Boxers: Revolution (Título Americano), Hajime no Ippo Revolution (Título Japonês), はじめの一歩 Revolution)

### Playstation Portable
- Hajime No Ippo Legends Of Spirits (Titulo Americano ) Hajime No Ippo Lenda Dos Espíritos ( Titulo Brasileiro)

### PlayStation 3e PC
- Hajime No Ippo The Fighting (Título Americano) Hajime No Ippo O Lutador (Título Brasileiro. Considerado o melhor jogo da serie Hajime no ippo contando toda sua historia ate a temporada Rising.

## Trilha Sonora

### Abertura
- Under Star - Shocking Lemon (episódios 01 ao 25)
- Inner Light - Shocking Lemon (episódios 26 ao 52)
- Tumbling Dice - Tsuneo Imahori (episódios 53 ao 76)
- HEKIREKI - Last Alliance (episódios 01 ao 26 da série New Challenger)
- Yakan Hikou - Wasureranneyo (episódios 01 ao 25 da série Rising)

### Encerramento
- Yuuzora no Kamihikouki - Mori Naoya (episódios 01 ao 25)
- 360° - Mori Naoya (episódios 26 ao 52)
- Eternal Loop - Saber Tiger (episódios 53 ao 76)
- 8 AM - Coldrain (episodios 01 ao 26 da série New Challenger)
- Buchikome! - Shikuramen (episodios 01 ao 25 da série Rising)